# Blato, Pliberk
Blato (nemško Moos) je naselje v Občini Pliberk v Okraju Velikovec na Koroškem v Avstriji.